# Quy nạp siêu hạn
Quy nạp siêu hạn là một phần mở rộng của quy nạp toán học cho các tập hợp được sắp thứ tự tốt, ví dụ như tập hợp các số thứ tự hoặc tập hợp các số đếm.
Đặt {\displaystyle P(\alpha )} là một thuộc tính được xác định cho tất cả các số thứ tự {\displaystyle \alpha }. Giả sử ta biết rằng bất cứ khi nào {\displaystyle P(\beta )} đúng cho tất cả {\displaystyle \beta <\alpha } thì {\displaystyle P(\alpha )} cũng đúng. Quy nạp siêu hạn cho ta biết rằng {\displaystyle P} là đúng cho tất cả các số thứ tự.
Thường thì một chứng minh bằng quy nạp siêu hạn bao gồm ba bước
- Bước cơ sở: Chứng minh rằng {\displaystyle P(0)} là đúng.
- Bước quy nạp: Chứng minh rằng đối với bất kỳ thứ tự kế vị {\displaystyle \alpha +1}, {\displaystyle P(\alpha +1)} là hệ quả của {\displaystyle P(\alpha )} (nếu cần, ta có thể giả sử {\displaystyle P(\beta )} đúng cho tất cả {\displaystyle \beta <\alpha }).
- Bước giới hạn: Chứng minh rằng đối với mọi thứ tự giới hạn {\displaystyle \lambda }, {\displaystyle P(\lambda )} là hệ quả của ({\displaystyle P(\beta )} với mọi {\displaystyle \beta <\lambda }).

Ba bước này có cùng bản chất, tuy nhiên sự khác nhau của các số thứ tự được xem xét dẫn đến việc xét riêng mỗi trường hợp.